# David Blunkett, baron Blunkett
David Blunkett, baron Blunkett, PC (født 6. juni 1947 i Sheffield, England) er en britisk politiker fra Labour. Han var indenrigsminister i 2001–2004. 

## Kommunalpolitiker
I 1970 blev den dengang 22-årige David Blunkett valgt ind i det lokale byråd (Sheffield City Council). Her sad han indtil 1988. Han var leder af byrådet i 1980–1987. 

## Medlem af Underhuset
David Blunkett var medlem af Underhuset 1987–2015. Han var valgt for Sheffield Brightside (fra 2010 for Sheffield Brightside og Hillsborough).

## Medlem af Overhuset
I september 2015 blev han adlet som baron af sin tidligere valgkreds (Baron Blunkett, of Brightside and Hillsborough in the City of Sheffield), og han indtrådte i Overhuset.

## Poster i partiet
David Blunkett var bestyrelsesformand for Labour (formand for den årlige kongres) i 1993–1994.

## Ministerposter
David Blunkett var minister til uddannelse og beskæftigelse i 1997–2001.
I 2001–2004 var han indenrigsminister. 
Fra 6. maj til 2. november 2005 var han arbejds- og pensionsminister.